# Zając Max: Misja pisanka
Zając Max: Misja pisanka (niem. Die Häschenschule: Der große Eierklau) – niemiecko-austriacki film animowany w reżyserii Ute von Münchow-Pohl z 2022 roku na podstawie książki dla dzieci Die Häschenschule Albert Sixtusa i Fritza Kocha-Gothy. Kontynuacja filmu Zając Max ratuje Wielkanoc.

## Fabuła
Żyjący w mieście zając Max otrzymuje list z Zajęczej Szkoły informujący go o dopuszczeniu do szkolenia na megazająca, które ochraniają inne zające wielkanocne i dbają o bezpieczne dostarczenie pisanek. Wpada w konflikt z przywódcą gangsta zajęcy Leonem, któremu uniemożliwia zemstę na małej zajęczej dziewczynce za niechcące zrujnowanie live’a. Max przypadkowo wsiada na jego motor i odjeżdża nim z miasta. Leon dowiaduje, że Max nabył moce zająca wielkanocnego i zapowiada na swym kanale internetowym odwet.
Max dojeżdża do lasu natykając się wcześniej na Emmi, swą przyjaciółkę z Zajęczej Szkoły oraz wrogą im lisicę Ruth i jej synów – Ferdiego, Benka i Lorka, którzy nie ustają w dążeniu do kradzieży pisanek i tym samym przejęciu funkcji zająca wielkanocnego. W porę im się wymykają docierając do Zajęczej Szkoły. Max zapoznaje się z kurą Gerdą nadzorującą kury z góry Kur Everest zajmujące znoszeniem jaj przeznaczonymi na pisanki i dostarczające je zającom specjalnym jajodromem. Pozostałymi kandydatami na megazająca są Emmi, Antek i Luiza. Max ma trudności z ćwiczeniami, głównie przez to, że nie trenował od zeszłej Wielkanocy.
Do lasu przybywa również Leon i wpada w pułapkę lisów. Wyjawia im, że był relegowanym uczniem Zajęczej Szkoły i obiecuje im zostać lisami wielkanocnymi. Lisy wchodzą sojusz z Leonem, choć Ferdi traktuje go z dystansem. Tymczasem Złota Pisanka czernieje, co według starożytnych pism oznacza atak na Wielkanoc. Bez magii Złotej Pisanki zające tracą moce znikacza. Trening Maxowi nie idzie dobrze, a Antek i Emmi wytykają mu egoizm. Leon zaś prowadzi lisy do środka Kur Everest, by wykraść pisanki. Emmi i Max przyłapują lisy na kradzieży i z pomocą Madame Herminy je przepędzają. Odkrywają starożytny mural opisujący wzmacniacz wielkamocy dający wspólną siłę tylko po dozgonnym zaufaniu. Jednak Kur Everest się zawala, przez co jajodrom jest uszkodzony. Opóźnienie w dostawie pisanek może oznaczać koniec Wielkanocy.
Ferdi zły z powodu nieudanych łupów przypadkiem podsłuchuje jak Leon mówi swej dziewczynie Sandy, że zamierza wykraść i zniszczyć pisanki na żywo w Wielkanoc, a lisy służą mu tylko za pionki. Jednak rodzina zarzuca mu kłamstw. Nocą wskutek niespodziewanych okoliczności Ferdi trafia na teren Zajęczej Szkoły, gdzie mówi o intrydze Leona, którego pan Zasadzka i Hermina dobrze znają. Ferdiemu zależy na Wielkanocy, więc zające niechętnie go przyjmują do szkoły. Max zwierza się Herminie, że ukradł motor Leonowi i pewnie dlatego ten chce zemścić na zającach wielkanocnych. Ta uspokaja go, że to nie wina Maxa, gdyż Leon od początku był złym zającem. Następnego dnia Ferdi i Max naprawiają jajodrom dzięki inżynierskim zdolnościom tego pierwszego.
Ferdi nie chcąc zawieść zaufania zająców, wymyka się z Zajęczej Szkoły, by pousuwać pułapki na zające, które wcześniej zastawił z rodziną. Nie wie, że podsunął pomysł Leonowi i rodzinie, jak łatwiej dostać się na Kur Everest. Zające ich powstrzymują, lecz porwana zostaje Emmi. Leo każe zającom za nią oddać pisanki do jutrzejszej Wielkanocy, inaczej Emmi zjedzą lisy. Max zauważa u Ferdiego element pułapki i oskarża go o zmowę z wrogami. Wzburzony Ferdi wypiera się wszystkiego i odchodzi z Zajęczej Szkoły z żalem, że nikt mu nie ufa. Max po przemyśleniu wszystkiego rankiem udaje się do chaty lisów i godzi się z Ferdim. Wspólnie uwalniają Emmi i uciekają z nią do Zajęczej Szkoły. Tam wszyscy świętują, lecz ich radość trwa krótko, gdy Leon i lisy wlatują na dronie skonstruowanym przez Sandy.
Leonowi, który jawnie zdradza lisy, udaje się zdobyć wszystkie zgromadzone pisanki i chce zrzucić je, by się potłukły. Max i Ferdi chcą je przechwycić i dzięki uaktywnieniu się wzmacniacza wielkamocy udaje się im to wraz z Emmi. Złota Pisanka odzyskuje moc, a Max oficjalnie staje się megazającem. Złapany przez Benka i Lorka Leon zostaje wypędzony z terenu Zajęczej Szkoły, zaś Ferdi w dowód wdzięczności zostaje pierwszym lisem wielkanocnym ku radości Ruth. Po odzyskaniu mocy znikacza Max, Emmi i Ferdi rozdają pisanki w mieście.

## Obsada głosowa
| Postać | Wersja niemiecka   | Wersja austriacka    | Wersja polska        |
| --- | ------------------ | -------------------- | -------------------- |
| Max | Noah Levi          | Markus Freistätter   | Piotr Adamczyk       |
| Emmi | Elise Eikermann    | Tanja Raunig         | Izabela Perez        |
| Ferdi | Dirk Petrick       | David Miesmer        | Bartosz Wesołowski   |
| Leon | Sebastian Fitzner  | brak danych          | Przemysław Glapiński |
| Madame Hermina | Senta Berger       | Senta Berger         | Lidia Sadowa         |
| pan Zasadzka | Friedrich von Thun | Friedrich von Thun   | Janusz Nowicki       |
| Gerda | Katharina Straßer  | Katharina Straßer    | Brygida Turowska     |
| Antek | Ben Boxberg        | Rafael Haider        | brak danych          |
| Luiza | Johanna Klebs      | Julia Schranz        | brak danych          |
| Arnie | Max Boguth         | brak danych          | brak danych          |
| Mamuśka Ruth | Jule Böwe          | Ulrike Beimpold      | Ewa Serwa            |
| Benek | Monty Arnold       | Christoph Kohlbacher | Sławomir Pacek       |
| Lorek | Jannik Endemann    | Ferdinand Seebacher  | Piotr Bąk            |
| Sandy | Liza Simmerlein    | brak danych          | brak danych          |
| Brzucho | Erik Stappenbeck   | Susi Stach           | brak danych          |
| Zajęcza dziewczynka | brak danych        | brak danych          | brak danych          |
| Opracowanie: Studio PRL Reżyseria: Tomasz Borkowski Dialogi: Piotr Cieński Nagranie i montaż dialogów: Dawid Pietruszka, Anton Borowy Zgranie dźwięku 5.1: Anton Borowy – Studio PRL Kierownictwo muzyczne: Anton Borowy Kierownictwo produkcji: Agata Bornus Lektor: Piotr Bąk |                    |                      |                      |